# Csengtui metró
A Csengtui metró (egyszerűsített kínai írással: 成都地铁) Kínában található Csengtu városban és vonzáskörzetében. A metróhálózat hossza 2024 áprilisában 	558,1 km, a metróvonalak száma 13 és az állomások száma 373 volt. Az első vonal 2010. szeptember 27-én nyílt meg.

## Forgalom
Az utasforgalom az elmúlt években az alábbi módon változott:
| 2017 | 782 100 000   |
| 2019 | 1 398 010 000 |